# جاده ۲ ایالات متحده آمریکا
جاده ۲ ایالات متحده آمریکا (انگلیسی: U.S. Route 2) یکی از بزرگراه‌های اصلی سیستم بزرگراهی ایالت متحده آمریکا است که به طول ۴۱۴۴ کیلومتر از اورت، واشینگتن شروع و در هولتون، مین به پایان می‌رسد. این بزرگراه شامل دو قسمت شرقی و غربی است.

## نگارخانه

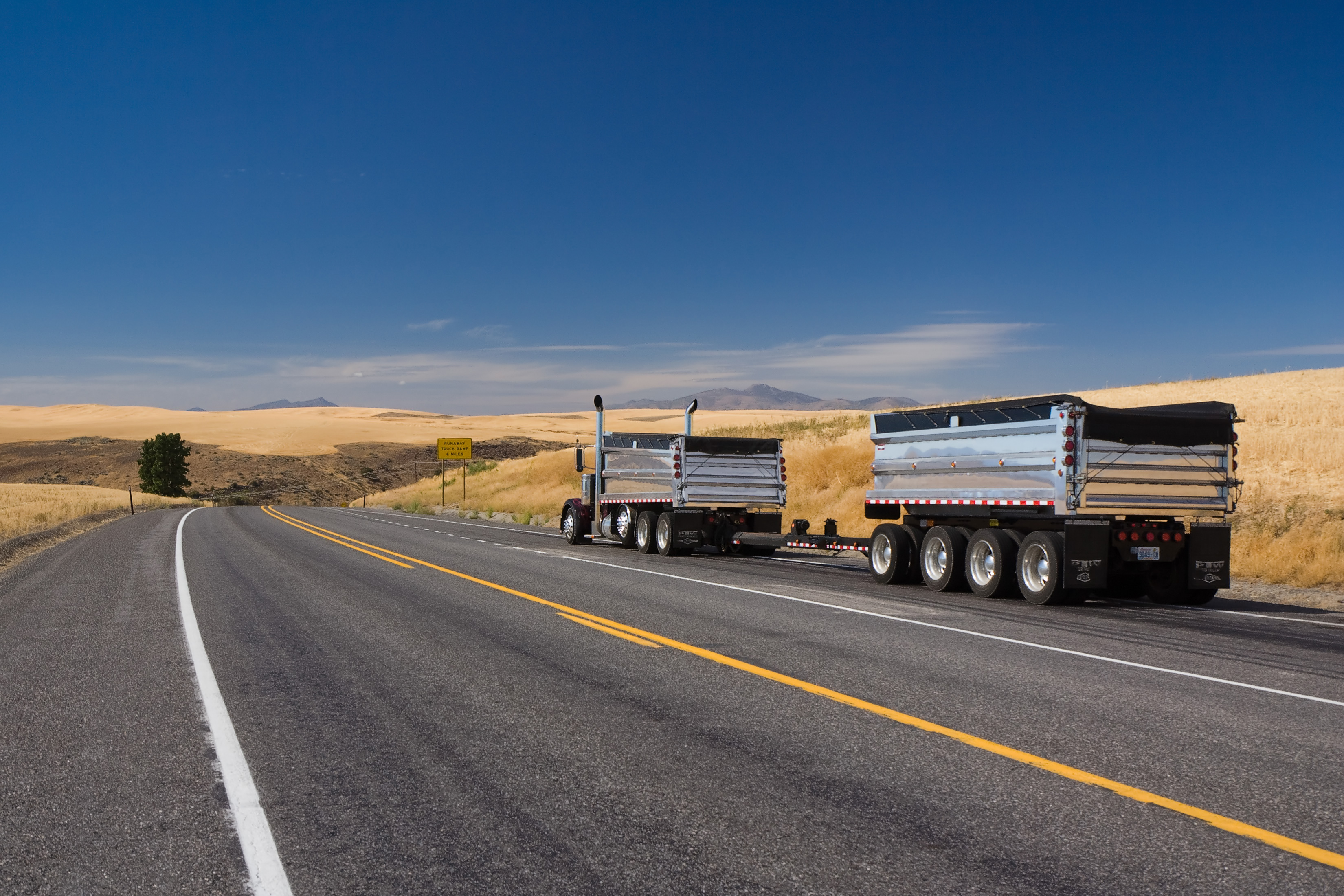
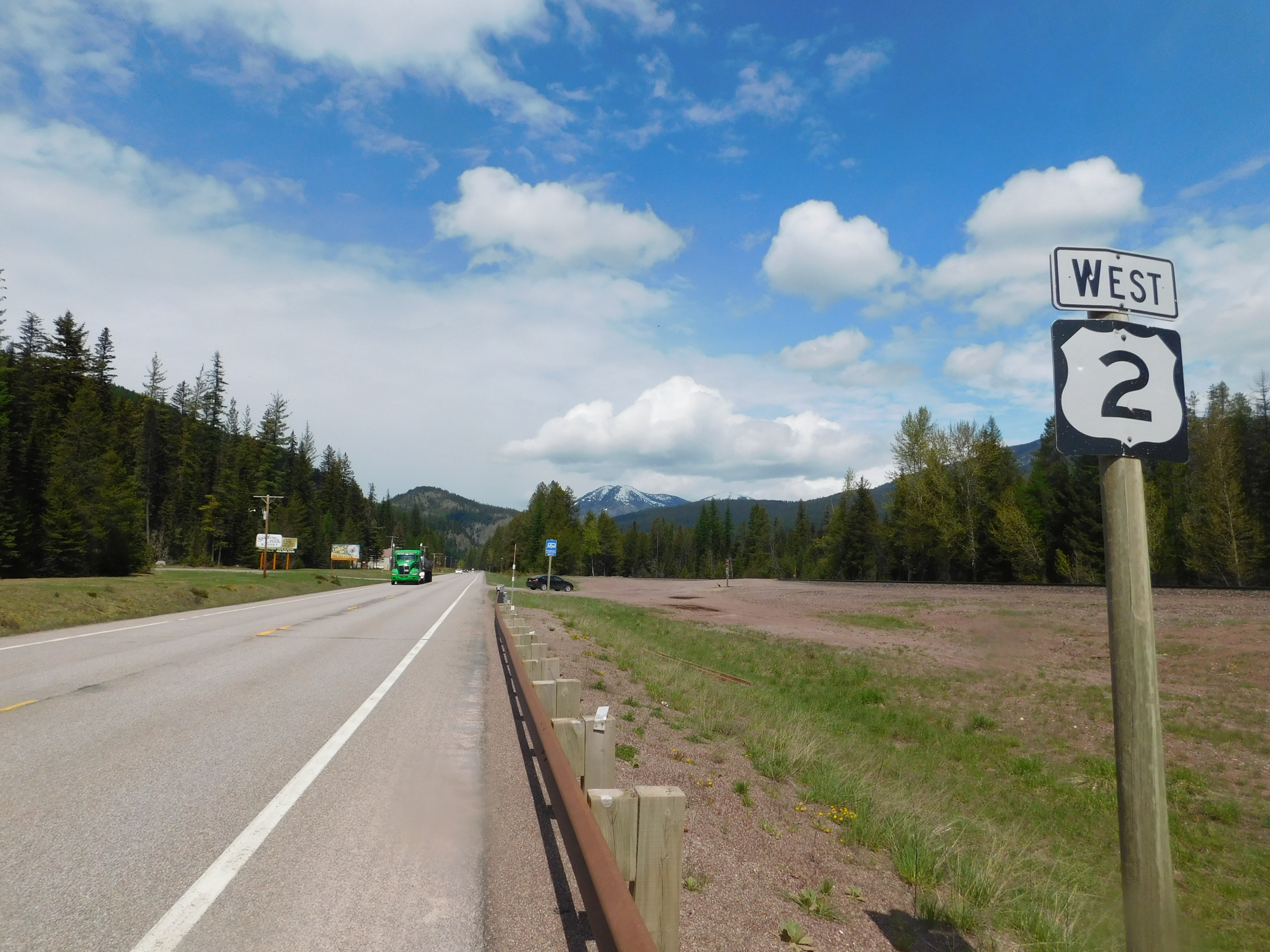
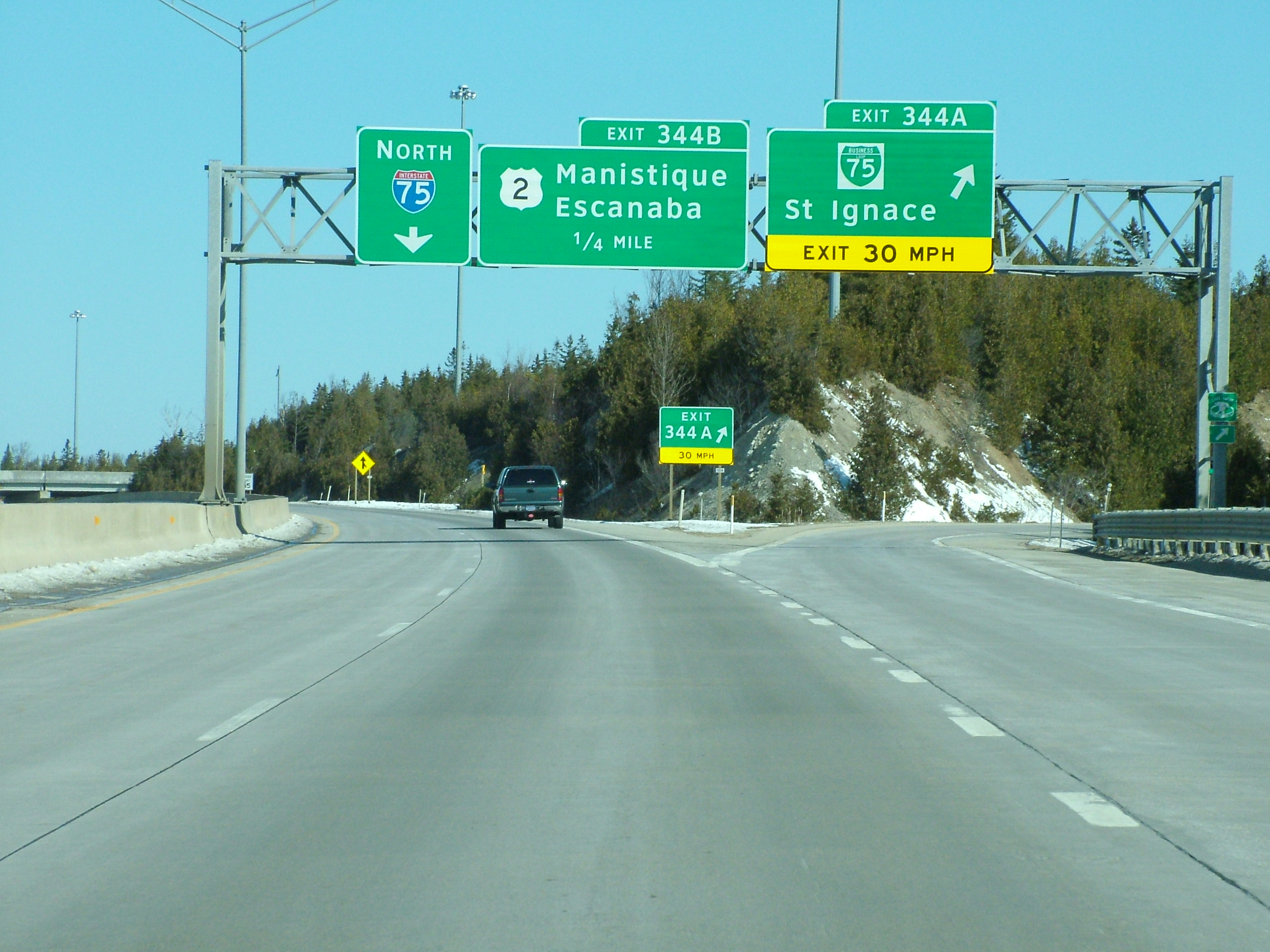
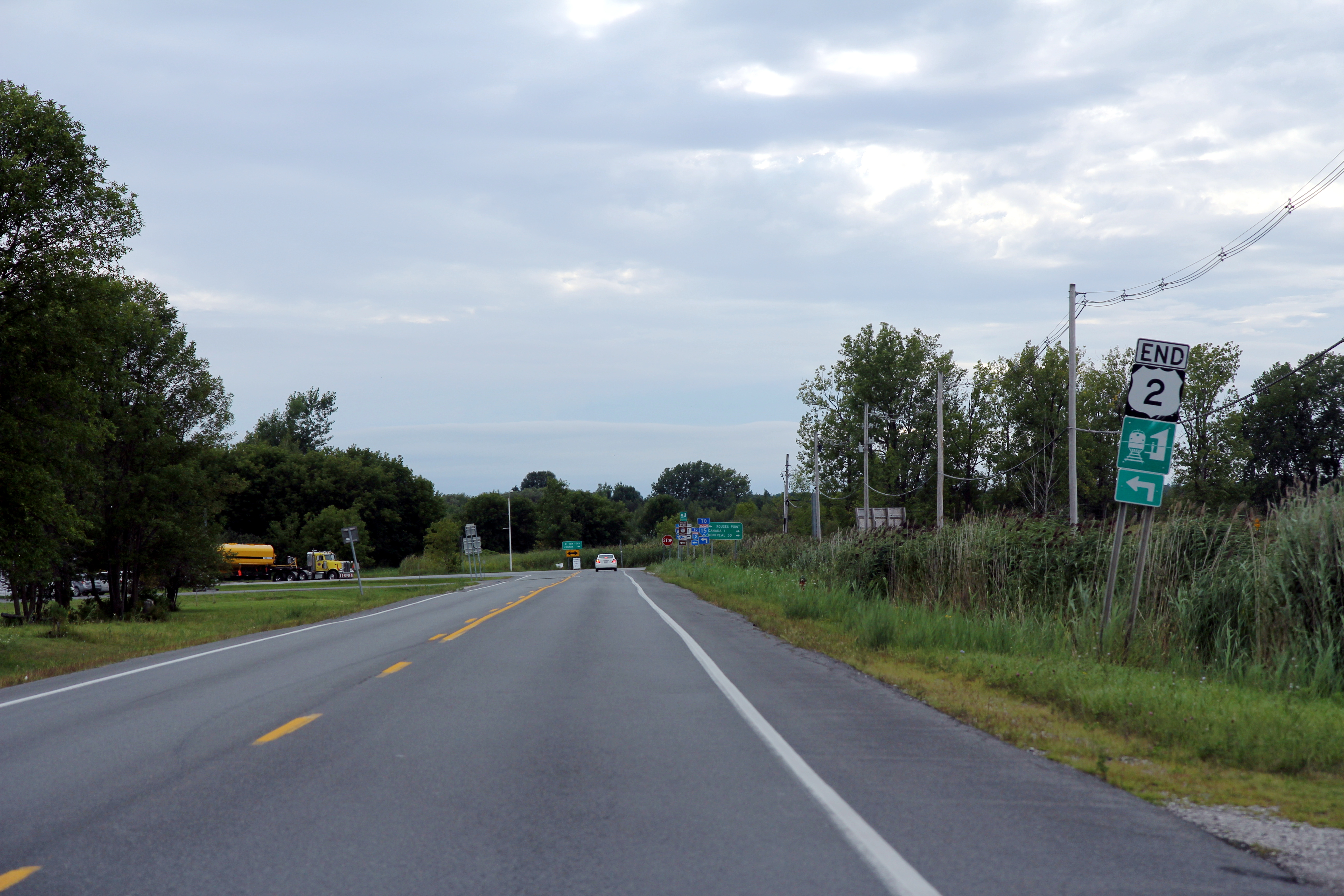